# Штимље
Штимље (алб. Shtime) је насељено место и седиште истоимене општине у Србији, које се налази на југу централног дела Косова и Метохије и припада Косовском управном округу. Према попису из 2024. било је 7.487 становника.

## Географија
Атар насеља се налази на територији катастарске општине Штимље површине 1283 ha. Смештено је на 30 km југозападно од Приштине на главном магистралном путу који повезује главни град покрајине са Призреном и недалеко од развођа Црноморског, Егејског и Јадранског слива.

## Историја
Само насеље је познато по једном од двораца српских владара у средњем веку који се налазе на простору око некадашњег Сврчинског језера. У њему је 1326. краљ Стефан Дечански (1322—1331) издао повељу Дубровчанима у вези царине коју су држали у Новом Брду. Године 1348. Цар Душан је обавезао мештане овог села да дају мед и восак његовој задужбини — цркви Светих Арханђела код Призрена. Недалеко од њега (10 km југозападно) је подигнут и Топиловачки Град да би штитио дворац од кога данас нема назнака, док су остаци самог утврђења обрасли шумом. По турском попису из 1455. године село је имало 109 српских кућа и два попа.
Указом Краља од 21. јула 1927. године насеље је добило статус варошице.
Између 1920. и 1922. године на темељима цркве из средњег века је подигнута црква Светог Арханђела Михаила. Посвећена је српским ратницима изгинулим у Првом светском рату. Током Другог светског рата српску цркву у селу Штимљу су опљачкали и демолирали Албанци. Црква је тешко оштећена након рата на Косову и Метохији 1999. године, као и у мартовском погрому 2004. године. Након обнове коју је извршио УНЕСКО, у јуну 2012. године Албанци су поново уништили храм. Овде се налази и Црква Светог Николе у Штимљу.
Овде се налази Институт у Штимљу, болница за душевне болеснике, једина таква установа на Косову и Метохији.

## Демографија
Према попису из 1981. године место је било већински насељено Албанцима. Након рата 1999. године већина Срба је напустила Штимље.
| Етнички састав према попису из 1961.‍ | Етнички састав према попису из 1961.‍ | Етнички састав према попису из 1961.‍ | Етнички састав према попису из 1961.‍ | Етнички састав према попису из 1961.‍ |
| ------------------------------------ | ------------------------------------ | ------------------------------------ | ------------------------------------ | ------------------------------------ |
|                                      |                                      |                                      |                                      |                                      |
| Албанци                              | Албанци                              |                                      | 1.929                                | 68,1%                                |
| Срби                                 | Срби                                 |                                      | 822                                  | 29%                                  |
| Црногорци                            | Црногорци                            |                                      | 61                                   | 2,1%                                 |
| Укупно: 2.832                        |                                      |                                      |                                      |                                      |

| Етнички састав према попису из 1981.‍ | Етнички састав према попису из 1981.‍ | Етнички састав према попису из 1981.‍ | Етнички састав према попису из 1981.‍ | Етнички састав према попису из 1981.‍ |
| ------------------------------------ | ------------------------------------ | ------------------------------------ | ------------------------------------ | ------------------------------------ |
|                                      |                                      |                                      |                                      |                                      |
| Албанци                              | Албанци                              |                                      | 4.352                                | 82,6%                                |
| Срби                                 | Срби                                 |                                      | 714                                  | 13,5%                                |
| Роми                                 | Роми                                 |                                      | 99                                   | 1,9%                                 |
| Муслимани                            | Муслимани                            |                                      | 87                                   | 1,6%                                 |
| Укупно: 5.271                        |                                      |                                      |                                      |                                      |

| Етнички састав према попису из 2011.‍ | Етнички састав према попису из 2011.‍ | Етнички састав према попису из 2011.‍ | Етнички састав према попису из 2011.‍ | Етнички састав према попису из 2011.‍ |
| ------------------------------------ | ------------------------------------ | ------------------------------------ | ------------------------------------ | ------------------------------------ |
|                                      |                                      |                                      |                                      |                                      |
| Албанци                              | Албанци                              |                                      | 6.742                                | 92,9%                                |
| Ашкалије                             | Ашкалије                             |                                      | 415                                  | 5,7%                                 |
| Срби                                 | Срби                                 |                                      | 48                                   | 0,7%                                 |
| Укупно: 7.255                        |                                      |                                      |                                      |                                      |

Број становника на пописима:
|             | \| Демографија[7] \| Демографија[7] \| Демографија[7] \| \| Година \| Становника \| Становника \| \| -------------- \| -------------- \| -------------- \| \| 1948. \| 2.003 \| \| \| 1953. \| 2.292 \| \| \| 1961. \| 2.832 \| \| \| 1971. \| 3.866 \| \| \| 1981. \| 5.271 \| \| \| 1991. \| 6.657 \| \| |            |
| Демографија | |            |
| Година      | Становника | Становника |
| 1948.       | 2.003 |            |
| 1953.       | 2.292 |            |
| 1961.       | 2.832 |            |
| 1971.       | 3.866 |            |
| 1981.       | 5.271 |            |
| 1991.       | 6.657 |            |